# Marco Aurelio Avellaneda
Marco Aurelio Avellaneda (San Miguel de Tucumán, 1835-Tigre, 29 de enero de 1911) fue un destacado legislador y funcionario argentino. Fue diputado y senador de la Nación y ejerció el ministerio en tres oportunidades.

## Biografía
Marco Aurelio Martín Avellaneda y Silva nació en San Miguel de Tucumán, Tucumán, Argentina, en 1835, hijo de Marco Manuel de Avellaneda y de Dolores de Silva y Zavaleta. Era hermano de Nicolás Avellaneda, futuro presidente argentino, y del legislador Eudoro Avellaneda.
Se graduó de doctor en derecho en la Universidad de Buenos Aires, dedicándose luego a la política. Fue diputado nacional por su provincia por el período 1876 y 1880 y reelecto en otras oportunidades hasta 1901. Decano de los legisladores, durante 11 años desempeñó la presidencia de la Cámara de Diputados. 
Fue interventor nacional en la provincia de Corrientes y en la provincia de Buenos Aires. 
Fue designado presidente de la Oficina Inspectora de Bancos Garantidos hasta el mes de abril de 1890 en que renunció en medio de la grave crisis económica durante el gobierno de Miguel Juárez Celman por negarse a autorizar una emisión de dos millones por el Banco Nacional que propiciaba el ministro Wenceslao Pacheco cuando la institución carecía ya de reservas. Finalmente Pacheco se vería forzado a dejar el ministerio pero se convertiría en presidente del Banco y efectuaría emisiones clandestinas que agravarían la crisis y provocarían la quiebra de la institución.
Entre el 7 de junio de 1893 y julio de 1893 fue ministro de Hacienda del presidente Luis Sáenz Peña. En junio de 1901 fue nuevamente nombrado Ministro de Hacienda por el presidente Julio Argentino Roca, ejerciendo el cargo hasta 1902.
El 21 de noviembre de 1906 se convirtió en ministro del Interior del presidente José Figueroa Alcorta ejerciendo el cargo hasta el 27 de septiembre de 1907.
En 1909 se convirtió en senador nacional hasta su muerte, que tuvo lugar en el partido de Tigre el 29 de enero de 1911.

### Ley Sáenz Peña
En 1910, durante el tratamiento por el Senado de la ley de reforma electoral conocida como Ley Sáenz Peña, Marco Aurelio Avellaneda había encabezado el ataque al proyecto defendiendo el sistema de lista completa "bajo cuyo sistema el país había alcanzado todo su progreso" calificando la reforma de "inocua, antidemocrática e inconstitucional".
Proponía extraoficialmente ya desde la época de su paso por la cámara de diputados un sistema de elecciones controladas por el gobierno pero garantizando suficiente transparencia:"mi opinión es que el gobierno, consultando, pase el mejor acierto a algunas personas de reconocida honradez, sin excluir de un modo absoluto a ningún círculo y sin dar a ninguno una preponderancia decisiva, elija para Diputado entre los hombres honorables del pays, más o menos inteligentes, más o menos de buena posición a aquellos que le inspiren más confianza y con cuyo apoyo decidido puede contar para su marcha administrativa en bien del pays (…) aplaudo de todo corazón la resolución que ha tomado de ejercer su influencia en las elecciones provinciales (…) Si bien la inmensa mayoría que hace la elección no obra con independencia y conocimiento, sino por la influencia a que obedece, yo opino que la más legítima es la del gobierno, que es el especialmente encargado de conservar el orden público, que es por regla general el más imparcial como que debe estar arriba de las miserias y pasiones de los círculos y que es por fin el que tiene más responsabilidad por cuanto es nula la de los círculos por la razón de ser colectiva. ¿Cuál ha sido el resultado de las luchas electorales en que los gobiernos han sido o querido ser prescindentes?"
Pero esa intervención debía tener límites "He sido opositor a ciertos gobiernos electores (…) he combatido y combatiré siempre el abuso de la influencia oficial del gobierno que sin consultar más que sus caprichos haciendo triunfar contra viento y marea los candidatos más antipáticos al pueblo (…) y siempre criticaré con severidad a los gobiernos que no tengan presente las verdaderas conveniencias del pays (sic) y que no consulten ante todo la honradez y la idoneidad para los puestos políticos".
Esa ficción democrática se justificaba por la incapacidad e indiferencia de los electores:"Traiga U. a su memoria el espectáculo que presentan los atrios de los templos en un día de elecciones, allí no se ve sino una chusma medio salvaje que no sabe ni el nombre del ciudadano por quien va a sufragar. Tome Ud. los registros electorales y encontrará para cada cien votantes uno cuyo nombre le sea conocido o que sepa leer y escribir. Y bien estos son los ciudadanos que hacen la elección, asistiendo a los comicios no por usar de sus derechos sino impulsados por el mandato del patrón o del comandante o por lo menos interesados en la empanada y el aguardiente que se les propina."
Y continuaba:"aquí, a medida que se acerca la época de nombramiento de Diputados aumenta la indiferencia pública. Como Ud. ha visto la copia del Registro Cívico que está publicado no encontrará un nombre conocido. El espíritu mercantil y de especulación ha invadido de tal modo a todas las clases de la sociedad que nadie se ocupa sino de buscarlos medios de ganar dinero. Las elecciones se hacen por (…) individuos que inscriben nombres supuestos, donde personas enganchadas para votar y se llevaría un chasco el que regrese por el interés con que tratan los diarios la cuestión electoral (…) La mayoría de la población no lee de los diarios sino los avisos de comerciantes".